# La Petite Cérémonie
Pour plus de détails, voir Fiche technique et Distribution.
La Petite Cérémonie est un film français de court métrage réalisé par Bénédicte Pagnot et sorti en 2002.

## Fiche technique
- Titre : La Petite Cérémonie
- Réalisation : Bénédicte Pagnot
- Scénario : Bénédicte Pagnot
- Photographie : Florian Bouchet
- Son : Marc Nouyrigat
- Musique : Frédéric Renaud
- Montage : Marie-Hélène Mora
- Société de production : Les Films de la Grande Ourse
- Pays de production :  France
- Durée : 29 minutes
- Date de sortie : 23 janvier 2002[1]

## Distribution
- Mireille Roussel : Frédérique
- Lucy Millet : Alice
- Hélène Colnot : Fanny

## Distinctions

### Récompense
- Prix du public - Court métrage au Festival Mamers en mars 2002[2]

### Sélection
- Festival Premiers Plans d'Angers 2002[3]